# Ligne 66 (Infrabel)
Pour les articles homonymes, voir Ligne 66.
La ligne 66 est une ligne ferroviaire belge du réseau Infrabel qui relie les villes de Bruges et Courtrai. Longue d'environ 53 kilomètres, elle comporte deux voies à écartement standard, est électrifiée sur l'ensemble de son parcours et sa vitesse de référence est de 120 km/h.

## Historique

### Histoire
Le tracé de la ligne 66 du réseau Infrabel est inclus dans le réseau obtenu en concession par la Société de la Flandre Occidentale le 21 mars 1845.

## Infrastructure

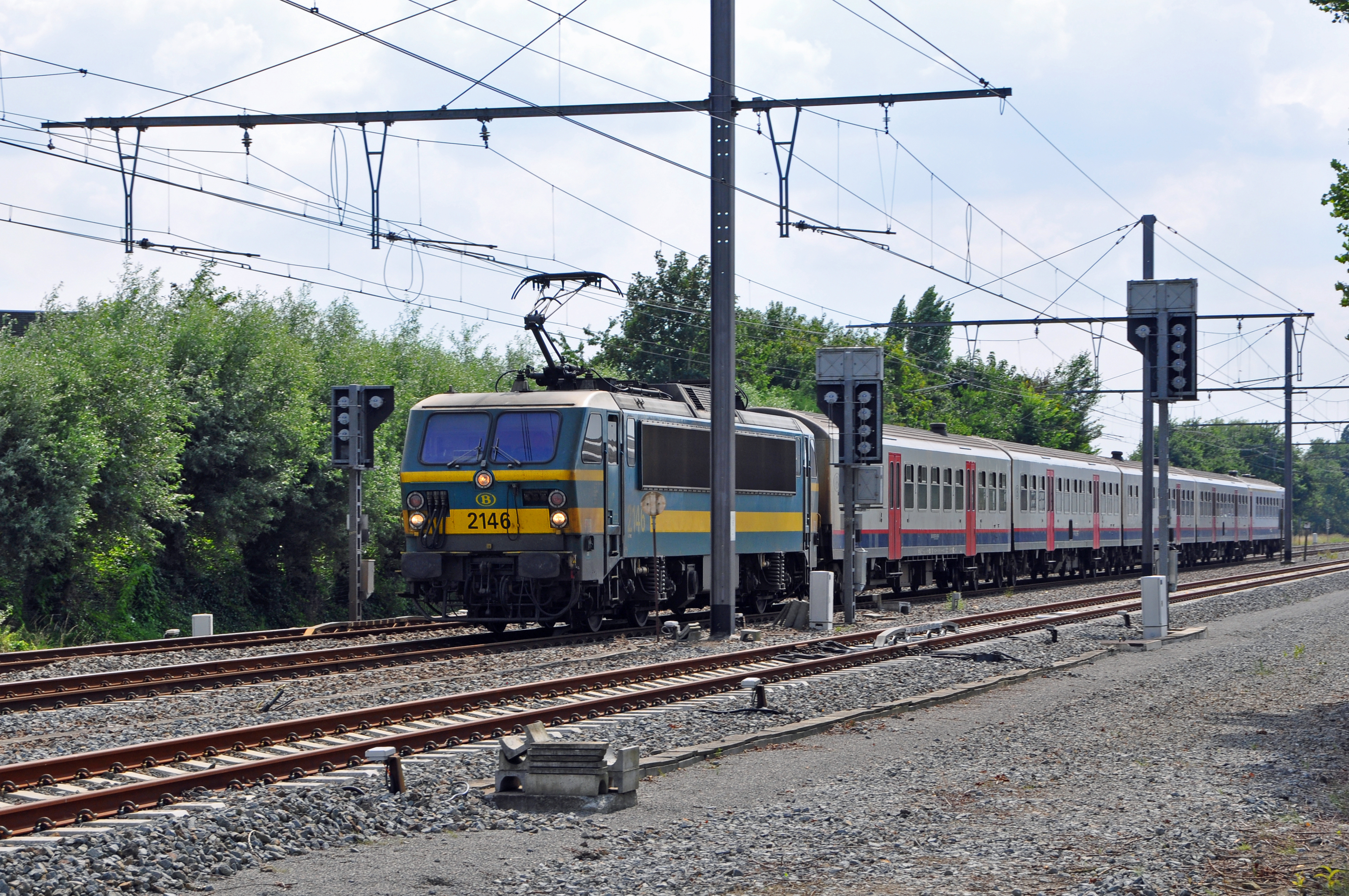
Train sur la ligne près de Lophem

### Ligne
C'est une ligne à écartement standard, à deux voies entre Bruges et Courtrai. Elle  porte le numéro 66 sur le réseau, est électrifiées en 3kV avec une vitesse de référence à 120 km/h.

### Gares en service
Liste des gares ouvertes de la ligne avec leur point kilométrique : Bruges (0,000), Zedelgem (10,363), Torhout (18,300), Lichtervelde (22,950), Roulers (31,672), Izegem (38,672), Ingelmunster (41,772), Courtrai (52,772).